# Synagoga Majera Czaryskiego w Łodzi
Synagoga Majera Czaryskiego w Łodzi – prywatny dom modlitwy znajdujący się w Łodzi przy ulicy Zachodniej 42.
Synagoga została zbudowana w 1908 roku z inicjatywy Majera Czaryskiego. Mogła ona pomieścić 40 osób. Podczas II wojny światowej hitlerowcy ją zdewastowali.